# 溫斯洛 (伊利諾伊州)
温斯洛（英語：Winslow）是位於美國伊利諾伊州斯蒂芬森縣的一個村落。

## 地理
温斯洛的座標為42°29′26″N 89°47′31″W / 42.49056°N 89.79194°W，而該地最高點為海拔高度236米（即774英尺）。

## 人口
根據2010年美國人口普查的數據，温斯洛的面積為1.17平方千米，當中陸地面積為1.17平方千米，而水域面積為0.00平方千米。當地共有人口338人，而人口密度為每平方千米288人。